# Елијес Скири
Елијес Жорис Скири (фр. Ellyes Joris Skhiri, арап. إلياس صخيري; Линел, 10. маја 1995) туниски је репрезентативац у фудбалу, тренутно члан Монпељеа. За први тим наступа од 2015. године, прошавши претходно млађе селекције, односно резервни састав овог клуба.

## Репрезентација
Скири је рођен и одрастао у Француској, као дете родитеља туниског порекла. Више пута је позиван у састав олимпијске репрезентације Туниса, а за ову селекцију је дебитовао против Марока, 2014. године. Свој први наступ за сениорски тим репрезентације Туниса, Скири је забележио у пријатељском сусрету са екипом Ирана, 23. марта 2018. У јуну исте године, он је такође уврштен на списак од 23 играча за Светско првенство 2018. у Русији. У овом такмичењу одиграо је све три утакмице у оквиру групне фазе, против Енглеске, Белгије и Панаме.